# Graphyllium chloës
Graphyllium chloës är en svampart som beskrevs av Clem. 1901. Graphyllium chloës ingår i släktet Graphyllium och familjen Hysteriaceae.   Inga underarter finns listade i Catalogue of Life.